# دق
دَق یا ضرب یا پرکوسیون (به انگلیسی: Percussion) در مطالعه علائم بیماری به معاینه و تشخیص توسط ضربه زدن بر روی پوست و به ویژه بر روی نواحی از بدن که دارای حفره است مانند شکم و شانه (شش‌ها) گفته می‌شود. این روش معاینه یکی از چهار جزو اصلی در آزمایش بالینی (آزمون کلینیکال) شمرده می‌شود، هنگامی‌که به همراه آن معاینه، لمس و گوش دادن انجام می‌شود.

## دق کردن
برای تعیین کردن محل، اندازه، چگالی و تأیید وضعیت غیرطبیعی اعضایی که به وسیله لمس کردن و گوش کردن مشخص شده‌است، از مهارت دق استفاده می‌شود. آگاهی از دانسیته بافت‌های متفاوت این امکان را به ما می‌دهد تا محل عضو یا توده را مشخص کرده با شنیدن نوع صداهای ناشی از دق اندازه و حدود آن را تعیین کند.
| صدای دق                 | شدت            | تون صدا | طول مدت   | چگونگی صدا           | محلی که معاینه‌کننده صداها را می‌شنود                        |
| ----------------------- | -------------- | ------- | --------- | -------------------- | ---------------------------------------------------------- |
| تمپانی                  | بلند           | زیر     | متوسط     | شبیه صدای طبل        | جایی که هوا محصور شده، غل غل هوای روده، باد کردن حفره دهان |
| طنین (رزونانس)          | متوسط تا بلند  | بم      | طولانی    | توخالی               | صدای طبیعی ریه‌ها                                           |
| طنین زیاد (هیپررزونانس) | خیلی بلند      | خیلی بم | طولانی تر | غرش از طنین          | ریه آمفیزمی                                                |
| سنگین                   | آهسته تا متوسط | زیر     | متوسط     | شبیه به صدای خفه شده | کبد                                                        |
| یکنواخت                 | اهسته          | زیر     | کوتاه     | یکنواخت و یکسان      | عضله                                                       |